# أرسينيو سيباستياو
أرسينيو سيباستياو كابونغولا "لوف" (بالبرتغالية: Arsenio Sebastião Cabungula‏)، من مواليد 14 مارس 1979 في لواندا في أنغولا، لاعب كرة قدم أنغولي.
بدأ مسيرته الكروية مع نادي أفياكاو في عام 2000، ولعب معهم حتى عام 2006، ومنذ عام 2007 وهو يلعب مع نادي بريميرو أغوستو.
منذ عام 2001 وهو يلعب مع منتخب أنغولا لكرة القدم.

## روابط خارجية
- أرسينيو سيباستياو على موقع الاتحاد الدولي (مؤرشف)  (الإنجليزية)
- أرسينيو سيباستياو على موقع قاعدة بيانات كرة القدم.إي يو (الإنجليزية)
- أرسينيو سيباستياو على موقع ناشيونال فوتبول تيمز (الإنجليزية)
- أرسينيو سيباستياو على موقع Soccerway.com (الإنجليزية)
- أرسينيو سيباستياو على موقع عالم كرة القدم.نت (الإنجليزية)